# SDSS J133148.90−011651.4
| SDSS J133148.90−011651.4                                | SDSS J133148.90−011651.4 |
| ------------------------------------------------------- | ------------------------ |
| Beobachtungsdaten Äquinoktium: J2000.0, Epoche: J2000.0 |                          |
| Sternbild                                               | Virgo                    |
| Rektaszension                                           | 13h 31m 48,9s            |
| Deklination                                             | −1° 16′ 50″              |
| Helligkeit (J-Band)                                     | (15,46 ± 0,04) mag       |
| Spektralklasse                                          | L8                       |
| Eigenbewegung                                           |                          |
| µα∙cos(δ)                                               | (−407 ± 19) mas/a        |
| µδ                                                      | (−1030 ± 14) mas/a       |
| Katalogbezeichnungen                                    |                          |
| 2MASS J13314894−0116500                                 |                          |

SDSS J133148.90−011651.4 ist ein L8-Zwerg im Sternbild Virgo. Das Objekt ist ungewöhnlich blau im nahen IR.